# 2007 TB418
2007 TB418 est un objet transneptunien probablement en résonance 2:5 avec Neptune. 

## Caractéristiques
2007 TB418 mesure environ 304 km de diamètre, ce qui pourrait le qualifier comme un candidat au statut de planète naine.